# Руси у Француској
Руси у Француској су грађани Француске руског порекла.

## Историја
Азурна обала било омиљено место за боравак европске аристократије, између осталог и руске. Руска царица Александра Фјодоровна, супруга Николаја I Павловича, заволела је ово место након смрти њеног мужа и често се одмарала овде. 1856. године донирала је новац за изградњу цркве за жупу. Црква Светог Николе и Александра освећена 31. децембар 1859. године у граду Ници, који је у то време имао више од 45.000 људи и био део жупаније из Нице, Краљевине Сардиније. Неколико месеци касније, у априлу 1860. године, одржан је референдум и град је ушао у Друго француско царство. У децембру 1912. године, пола века касније, руска православна катедрала биће посвећена у знак сећања на царевића Николаја Александровича, који је умро у Ници. Сама зграда и земља на којој се налази катедрала је до данас власништво руске државе.
За време Руског грађанског рата, око 1.5 милион људи имигрирало је из Русије, а чак 400.000 њих се населило у Француској. Политичке избеглице, створили су добротворне организације, као што су Земгор, руски Црвени крст, Свети Сергије православни институт (основан 1924. године) и руски студентски хришћански покрет (основан 1926. године). Све ове организације пружале су помоћ руском народу у Француској. Као симбол масовне имиграције, 10.000 Руса је сахрањено на руском гробљу у француском граду Сент Женевјев де Боа..
Већина руских емиграната се настањивала у већим градовима и њиховом предграђу, пре свега у Паризу и околини. Према мемоарима Јован Мајендорфа: "Руски Париз" 30-их година, Париз је био град препун Руса. Францускоа престоница је била дом за многе десетине хиљада Руса, укључујући и водеће интелектуалаце, уметнике, научнике, велике кнежеве и бивших царске министре. Креативни и културни живот руске колоније била изузетно активан, објављен је широк спектар часописа и неколико дневних листова. Руска деца била су образована у руским школама, а уопштено сав народ из Русије у том добру, био је доста изолован и неприхваћен од стране Француза.

## Галерија
- Православни институт Свети Сергије, духовни центар руског народа, двадесетих година прошлог века
- Руско гробље у граду Сент Женевјев де Боа
- Руска православна црква у Бијарицу
- Стара руска православна црква
- Катедрала Светог Николе у Ници
- Руска православна црква у Паризу